# Succinea
Succinea ist eine sehr artenreiche Schneckengattung der Familie der Bernsteinschnecken (Succineidae) aus der Unterordnung der Landlungenschnecken (Stylommatophora).

## Merkmale
Die im Umriss zugespitzt-eiförmigen Gehäuse der Vertreter der Gattung Succinea sind mittelgroß bis groß. Es werden nicht mehr als 3,5 gewölbte Windungen ausgebildet, die sehr rasch zunehmen. Die Ornamentierung der postembryonalen Windungen besteht aus feinen radialen Striae. Eine Spindellamelle fehlt oder ist nur schwach ausgebildet.
Im Geschlechtsapparat ist der Samenleiter dünn und meist kurz. Der Penis ist eine einfache Röhre oder auch unterteilt in einen vorderen und einen hinteren Teil, selten ist noch ein zwischengeschalteter Teil vorhanden. Der Penis ist zu 2 Dritteln bis über die ganze Länge von einer Penishülle umgeben. im unteren Teil der Vagina fehlt ein muskulärer Kragen. Die Vagina ist sehr kurz bis lang. Entsprechend ist auch der freie Eileiter sehr kurz bis sehr lang. Die Samenblase (Spermathek) ist meist rundlich mit einem langen, dünnen Stiel.

## Geographische Verbreitung
Die Gattung Succinea ist nahezu weltweit verbreitet. In Mitteleuropa kommt nur eine Art der Gattung vor, die  Gemeine Bernsteinschnecke (Succinea putris).

## Succinea und Leucochloridium paradoxum

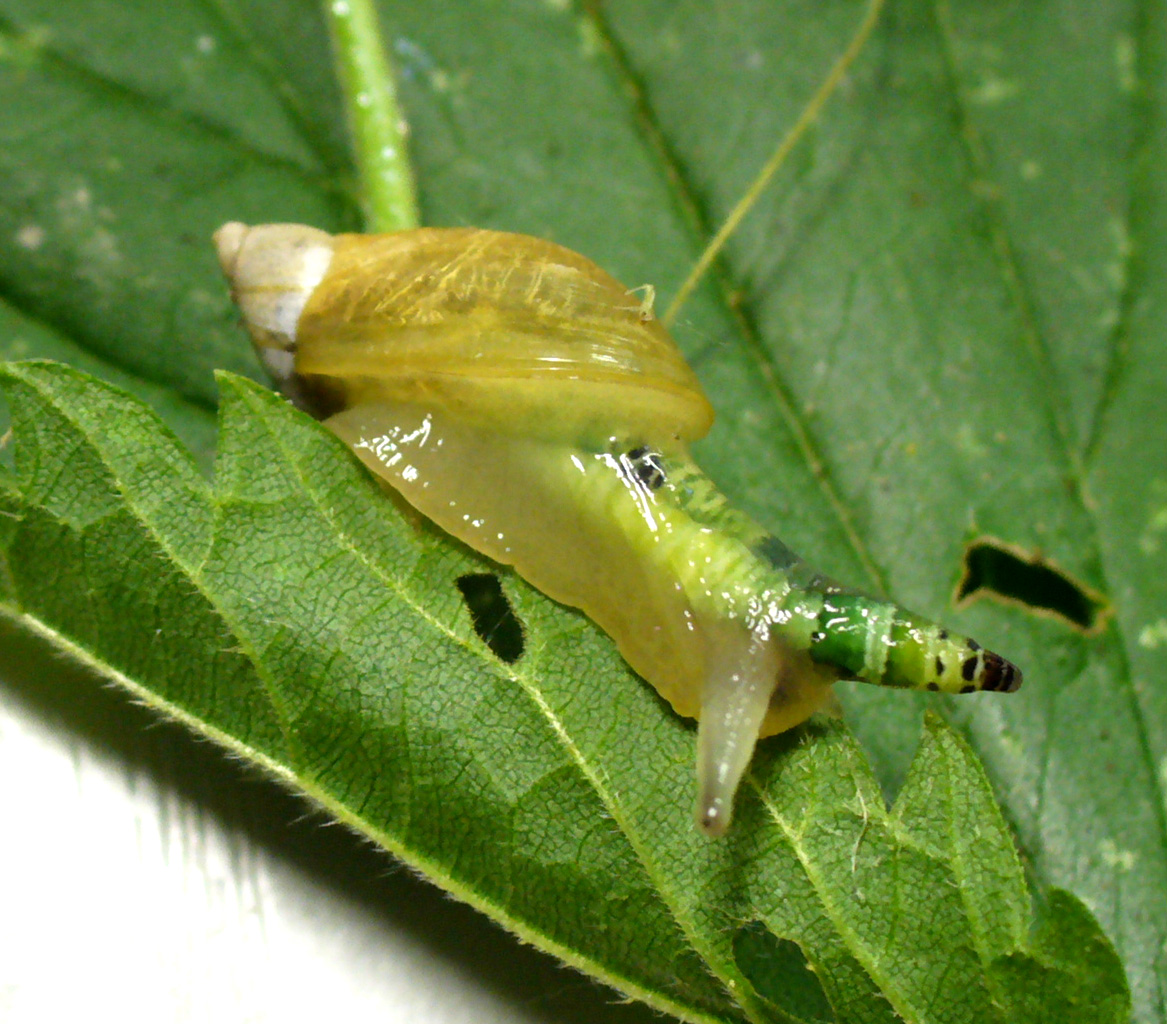
Eine mit dem Parasiten Leucochloridium paradoxum befallene Bernsteinschnecke

Schnecken der Gattung Succinea können vom parasitischen Saugwurm Leucochloridium paradoxum befallen werden, dessen Eier in Vogelkot von der Schnecke aufgenommen werden. Im Körper der Schnecke entwickelt sich der Parasit und seine Brutsäcke wandern bis in die Fühler der Schnecke, wo sie diesen das Aussehen einer dicken farbig gebänderten und pulsierenden Made geben. Diese lockt Vögel an, die die vermeintliche „Made“ fressen, wobei die Schnecke stirbt. Die Saugwürmer vermehren sich im Vogel zu adulten Tieren, die Eier legen, und der Lebenszyklus des Parasiten beginnt von neuem.

## Taxonomie und Systematik
Das Taxon wurde 1801 von Jacques Philippe Raymond Draparnaud aufgestellt. Typusart ist Helix succinea Müller, 1774 durch absolute Tautonomie. Der Umfang der Gattung ist völlig unklar, da es keine neuere Revision der Gattung gibt. Schileyko (2007) behandelt in seinem "Treatise on Recent Terrestrial Pulmonate Molluscs" nur Gattungen (und Untergattungen). Er teilt die Gattung Succinea in sieben Untergattungen ein. Einige ganze Reihe von (Unter-)Gattungen werden als Synonyme behandelt, so Truella Pease, 1871, Austrosuccinea Iredale, 1937, Arbocinea Iredale, 1937, Austrosuccinea (Cerinasota) Iredale, 1939, Papusuccinea Iredale, 1941 und Succinea (Spirancinea) Iredale, 1945. Sechs Gattungen sind objektive Synonyme von Succinea Draparnaud, 1801, da sie auf derselben Typusart wie Succinea, Helix succinea Müller, 1774 beruhen: Lucena Oken, 1815, Tapada Studer, 1820, Cochlohydra Férussac, 1821, Amphibina Hartmann, 1821, Neritostoma Klein in Mörch, 1864 und Succinastrum Mabille, 1870.
Insgesamt enthält die Gattung Succinea über 160 Arten. Die meisten Arten sind aber schlecht bekannt und beruhen nur auf gehäusemorphologischen Merkmalen. Wie viele der aufgeführten Arten davon letztlich gültig sind, ist völlig unsicher. Die Liste ist unvollständig. Die fossilen Arten fehlen bisher fast völlig.
- Gattung Succinea Draparnaud, 1801
  - Untergattung Succinea (Succinea) Draparnaud, 1801
    - Gemeine Bernsteinschnecke (Succinea putris (Linnaeus, 1758))
    - Succinea gladiator Schileyko et Likharev, 1986[3]

  - Untergattung Succinea (Novisuccinea) Pilsbry, 1948 (wird von Egorov als eigenständige Gattung behandelt[3])
    - Succinea altaica (Von Martens, 1871)
    - Succinea chittenangoensis (Pilsbry, 1908)
    - Succinea evoluta (Von Martens, 1879)
    - Succinea martensiana Nevill, 1878
    - Succinea ovalis Say, 1817
    - Succinea strigata Pfeiffer, 1855

  - Untergattung Succinea (Calcisuccinea) Pilsbry, 1948
    - Succinea campestris Say, 1817
      - Succinea campestris campestris Say, 1817
      - Succinea campestris vagans Pilsbry, 1900

    - Succinea grosvenori Lea, 1864
    - Succinea luteola Gould, 1848
      - Succinea luteola luteola Gould, 1848
      - Succinea luteola rudiuscula von Martens, 1898
      - Succinea luteola sonorensis Fischer & Crosse, 1878
      - Succinea luteola subtilis von Martens, 1898

  - Untergattung Succinea (Desmosuccinea) Webb, 1954
    - Succinea pseudavara Webb 1954
    - Succinea concordialis Gould, 1848

  - Untergattung Succinea (Heysuccinea) Webb, 1953
    - Succinea vaginacontorta Lee, 1951

  - Untergattung Succinea (Helisiga) Lesson, 1831
    - Succinea sanctaehelenae Lesson, 1830

  - Untergattung Succinea (Brachyspira) L. Pfeiffer, 1855
    - Succinea papillispira White, 1876

  - Untergattung unbestimmt
    - Succinea aequinoctialis (d’Orbigny, 1837)
    - Succinea ampullacea Von Martens, 1898
    - Succinea andecola Crawford, 1939
    - Succinea angustior (Adams, 1850)
    - Succinea aperta Cox, 1868
    - Succinea apicalis Ancey, 1904
    - Succinea approximans Shuttleworth
    - Succinea approximata Sowerby, 1872
    - Succinea arangoi Pfeiffer, 1866
    - Succinea arundinetorum Heude, 1882
    - Succinea aurea Lea, 1846
    - Succinea aurulenta Ancey, 1889
    - Succinea australis (Férussac, 1821)
    - Succinea bakeri Hubricht, 1963
    - Succinea barberi Marshall, 1926
    - Succinea bayardi Vanatta, 1914
    - Succinea bermudensis Pfeiffer, 1857
    - Succinea bicolorata Ancey, 1899
    - Succinea brevis Dunker in Pfeiffer, 1850
    - Succinea burmeisteri Döering
    - Succinea caduca Mighels, 1845
    - Succinea californica Fischer & Crosse, 1878
    - Succinea canella Gould, 1846
      - Succinea canella canella Gould, 1846
      - Succinea canella crassa Ancey, 1889
      - Succinea canella lucida Ancey, 1889
      - Succinea canella mamillaris Ancey, 1889
      - Succinea canella obesula Ancey, 1889

    - Succinea carmenensis Fischer & Crosse, 1878
    - Succinea casta Ancey, 1899
      - Succinea casta casta Ancey, 1899
      - Succinea casta henshawi Ancey, 1904
      - Succinea casta orophila Ancey, 1904

    - Succinea catena Spence, 1925
    - Succinea cepulla Gould, 1846
    - Succinea ceylanica Pfeiffer
    - Succinea chrysis Westerlund, 1883
    - Succinea cinnamomea Ancey, 1889
    - Succinea clarionensis Dall, 1926
    - Succinea cleopatrae Pallary
    - Succinea colorata Fischer & Crosse, 1878
    - Succinea comorensis Fischer-Piette & Vukadinovic, 1974
    - Succinea contenta Iredale, 1939
    - Succinea contorta Adams, 1845
    - Succinea cordovana Fischer & Crosse, 1878
    - Succinea costaricana Von Martens
    - Succinea costaricensis Von Martens, 1898
    - Succinea crocata Gould, 1846
    - Succinea cuvieri (Gmelin, 1791)
    - Succinea cygnorum Pilsbry, 1930
    - Succinea delicata Ancey, 1889
    - Succinea donneti Pfeiffer, 1853
    - Succinea elongata Pease, 1870
    - Succinea erythrophana Ancey, 1883
    - Succinea floridana Pilsbry, 1905
    - Succinea forsheyi Lea, 1864
    - Succinea fulgens Lea, 1841
    - Succinea gabbii Tryon, 1866
    - Succinea garrettiana Ancey, 1899
    - Succinea gibba Henshawi, 1904
    - Succinea globispira Von Martens, 1898
    - Succinea granulosa Lindholm, 1927
    - Succinea greerii Tryon, 1866
    - Succinea guadelupensis Dall, 1900
    - Succinea guamensis Pfeiffer, 1857
    - Succinea guatemalensis Morelet, 1849
    - Succinea gundlachi Pfeiffer, 1852
    - Succinea gyrata Gibbons
    - Succinea haustrellum Rehder, 1942
    - Succinea hortulana Morelet, 1851
    - Succinea hyalina Shuttleworth
    - Succinea ikiana Pilsbry & Hirase, 1904
    - Succinea inconspicua Ancey
    - Succinea indiana Pilsbry, 1905
    - Succinea indica Pfeiffer, 1850
    - Succinea interioris Tate, 1894
    - Succinea japonica Newcomb, 1865
    - Succinea kervillei Germain 1921
    - Succinea konaensis Sykes, 1897
    - Succinea kuhnsii Ancey, 1904
    - Succinea kuntziana Solem, 1959
    - Succinea latior (Adams, 1845)
    - Succinea lauta Gould, 1859
    - Succinea legrandi Legrand, 1871
    - Succinea lopesi Lanzieri, 1966
    - Succinea lumbalis Gould, 1846
    - Succinea lutosa Pilsbry, 1926
    - Succinea lutulenta Ancey, 1889
    - Succinea macta Poey, 1858
    - Succinea mamillata Beck, 1837
    - Succinea manaosensis Pilsbry, 1926
    - Succinea manuana Gould
    - Succinea mauiensis Ancey, 1889
    - Succinea maxima Henshawi, 1904
    - Succinea mcgregori Pilsbry, 1898
    - Succinea menkeana Pfeiffer, 1850
    - Succinea meridionalis d’Orbigny, 1837
    - Succinea minima Gottschick, 1920
    - Succinea minuta von Martens, 1867
    - Succinea mirabilis Henshawi, 1904
    - Succinea newcombiana Garrett, 1857
    - Succinea nobilis Poey, 1853
    - Succinea norfolkensis Sykes, 1900
    - Succinea ochracina Gundlach in Poey, 1858
    - Succinea ogasawarana Pilsbry & Cooke, 1915
    - †Succinea omanensis Neubert & Van Damme, 2012[4], Oberes Priabonium, Eozän, Paläogen
    - Succinea oregonensis Lea, 1841
    - Succinea pallida Pfeiffer
    - Succinea panamensis Pilsbry, 1920
    - Succinea panucoensis Pilsbry, 1910
    - Succinea paralia Hubricht, 1983
    - Succinea patula Michelin
    - Succinea pennsylvanica Pilsbry, 1948
    - Succinea peruviana Broderip, 1833
    - Succinea philippinica Möllendorff, 1893
    - Succinea pinguis Pfeiffer, 1847
    - Succinea piratarum Unknown
    - Succinea pristina Henshawi, 1904
    - Succinea pronophobus Pilsbry, 1948
    - Succinea pudorina Gould
    - Succinea pueblensis Fischer & Crosse, 1878
    - Succinea punctata Pfeiffer, 1855
    - Succinea pusilla Pfeiffer, 1849
    - Succinea putamen Gould
    - Succinea quadrasi Moellendorff, 1894
    - Succinea quadrata Ancey, 1904
    - Succinea recisa Morelet, 1851
    - Succinea repanda Pfeiffer, 1854
    - Succinea riisei (Pfeiffer, 1853)
    - Succinea rubella Pease, 1871
    - Succinea rusticana Gould, 1846
    - Succinea sagra d’Orbigny, 1842
    - Succinea scalarina Pfeiffer, 1861
    - Succinea semperi Kuznetsov, 1997[5]
    - Succinea socorroensis Dall, 1926
    - Succinea solastra Hubricht, 1961
    - Succinea striata Krauss
    - Succinea strigillata Adams & Angas, 1864
    - Succinea strubelli Strubell, 1895
    - Succinea tahitensis Pfeiffer, 1847
    - Succinea tamarenis Petterd, 1879
    - Succinea tamsiana Pfeiffer
    - Succinea tenerrima Ancey, 1904
      - Succinea tenerrima tenerrima Ancey, 1904
      - Succinea tenerrima coccoglypta Ancey, 1904

    - Succinea tenuis Gundlach in Poey, 1858
    - Succinea tetregona Ancey, 1904
    - Succinea thaanumi Ancey, 1899
    - Succinea tingitana Pallary, 1898
    - Succinea undulata Say, 1829
      - Succinea undulata undulata Say, 1829
      - Succinea undulata morchi Dunker, 1889

    - Succinea unicolor Tryon, 1866
    - Succinea urbana Hubricht, 1961
    - Succinea utowana Clench
    - Succinea vatheleti Pilsbry, 1901
    - Succinea venusta Gould, 1846
    - Succinea vesicalis Gould, 1846
    - Succinea virgata Von Martens, 1865
      - Succinea virgata virgata von Martens, 1865
      - Succinea virgata hogeana von Martens, 1865
      - Succinea virgata microspira von Martens, 1865

    - Succinea waianaensis Ancey, 1899
    - Succinea wilsonii Lea, 1864

Die Gattung Succinea Draparnaud, 1801 ist die Typusgattung der Familie Succineidae (und der Überfamilie Succineoidea und der Unterfamilie Succineinae).

## Belege

### Online
- AnimalBase - Succinea